# تيري ميدوين
تيري ميدوين (بالإنجليزية: Terry Medwin)‏ (25 سبتمبر 1932 سوانزي ويلز – 01 مايو 2024) هو لاعب كرة قدم ويلزي كان يلعب كمهاجم.

## روابط خارجية
- تيري ميدوين على موقع الاتحاد الدولي (مؤرشف)  (الإنجليزية)
- تيري ميدوين على موقع الاتحاد الأوربي (الإنجليزية)
- تيري ميدوين على موقع قاعدة بيانات كرة القدم.إي يو (الإنجليزية)
- تيري ميدوين على موقع ناشيونال فوتبول تيمز (الإنجليزية)
- تيري ميدوين على موقع Soccerway.com (الإنجليزية)
- تيري ميدوين على موقع عالم كرة القدم.نت (الإنجليزية)